# Festival de Jazz do Estoril
O Festival de Jazz do Estoril é um evento de jazz realizado em Portugal, no Estoril, Município de Cascais.
O festival tem a sua origem no ano de 1971, data da sua primeira edição, pela mão de Luiz Villas-Boas — antes, fundador do Hot Club em Lisboa — e do fadista João Braga, com o patrocínio do Banco do Alentejo
. Designou-se então como Cascais Jazz, e realizou-se no "Pavilhão do Dramático", com autorização do SNI, ao tempo presidido por Cesar Moreira Baptista. Registou uma assistência de 10.000 pessoas. Nesse primeiro festival foram convidados o Quarteto The Bridge, Dexter Gordon, Ornette Coleman, Miles Davis, Phil Woods, Dizzy Gillespie, Thelonious Monk, Sonny Stitt, Kai Winding, Al Mckibbon e Art Blakey.
Em 1974, Luiz Villas-Boas convida Duarte Mendonça para organizar o quarto festival. Em 1982, o festival muda a sua designação para Jazz Num Dia de Verão; mudaria de nome em 1990 para Estoril Jazz/Jazz Num Dia de Verão.

## Espetáculos[5]

### 2008
- Vanguard Jazz Orchestra
- Ron Carter Foursight
- Quarteto Miguel Zenon
- Trio de Karrin Allyson
- Quarteto de Bobby Hutcherson
- Quarteto de Branford Marsalis
- JATP- Jazz at Palmela Park Revisited
- Lewis Nash All Stars
- Kimistry

### 2007
- Kurt Elling
- Quinteto de Dave Holland
- San Francisco Jazz Collective
- Trio de Joshua Redman
- Quarteto de Buster Williams
- Quinteto de Laurent Filipe
- JATP – Jazz At Palmela Park/ Jazz At the Philharmonic Revisited
- Quarteto de Kurt Elling